# Berliner Leben

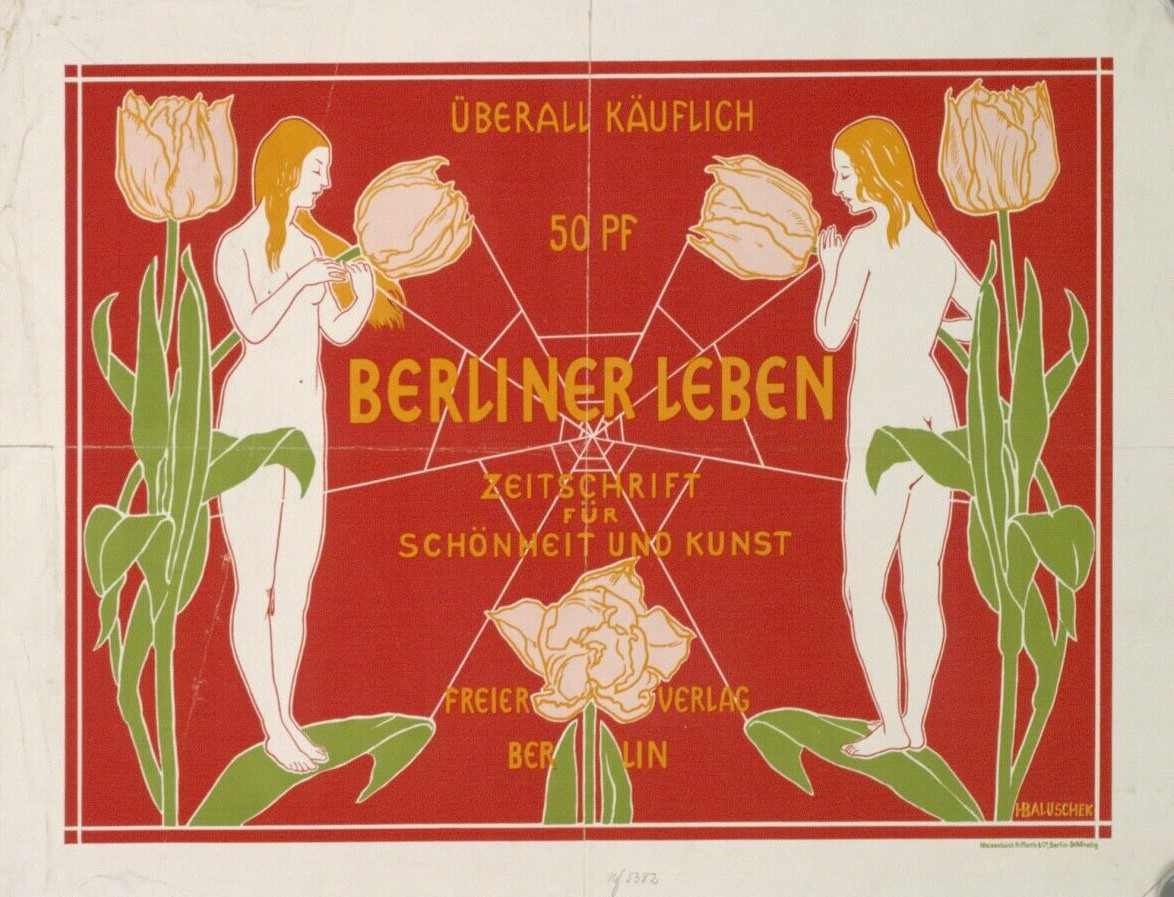
Werbeplakat, um 1898

Berliner Leben. Zeitschrift für Schönheit und Kunst war eine illustrierte Zeitschrift in Berlin von 1898 bis 1928.

## Inhalt
Auf den meisten Seiten waren nur Fotos abgebildet, jeweils mit einer kurzen Beschreibung. Die Fotos stellten bekannte und weniger bekannte Persönlichkeiten aus  Theater, Literatur, Kunst, Politik, Sport und gesellschaftlichem Leben dar, teilweise auch als Collagen, zum Beispiel von mehreren Schauspielern eines Theaters oder von Schriftstellerinnen. Es gab nur wenige journalistische Texte.
Die Zeitschrift richtete sich an weibliche Personen, deren Anteil auch bei den dargestellten Personen verhältnismäßig hoch war.
In dem vorletzten Jahrgang 1927 war der Untertitel Die Damen-Illustrierte, kurz danach Die Frauen-Illustrierte. Mit dem Heft 30. 1928 wurde das Erscheinen eingestellt.
Die Zeitschrift erschien wöchentlich, zuerst im Kunst-Almanach-Verlag, dann im Klett-Verlag, dann im Freien Verlag und zuletzt im Oestergaard-Verlag.